# Sensibilidad de procesamiento sensorial

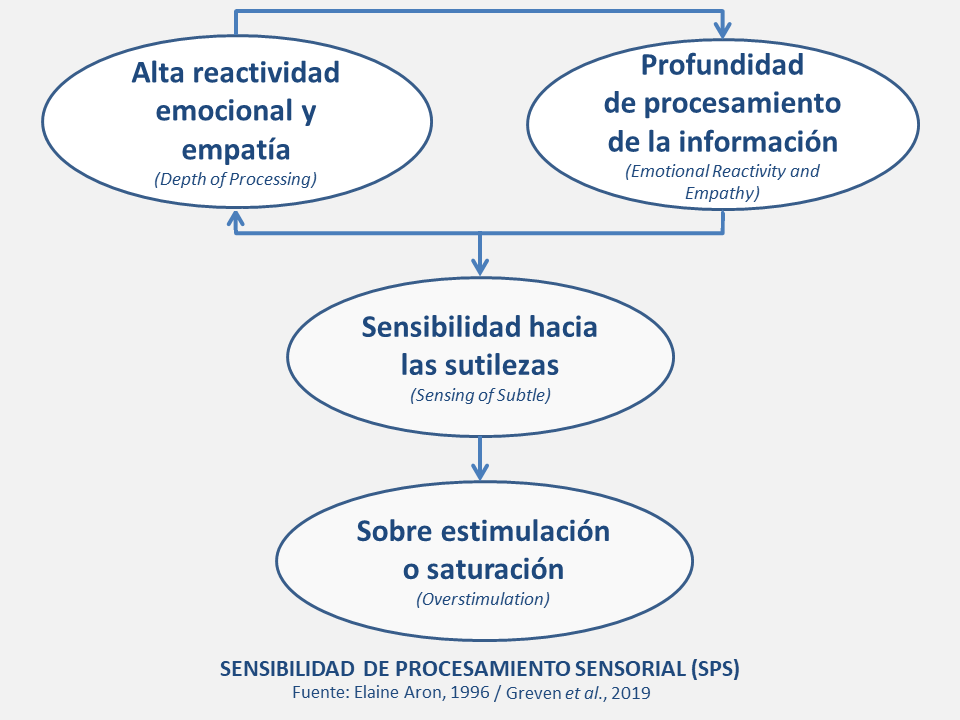
Las características de sensibilidad de procesamiento sensorial (SPS) de Elaine Aron (1996), resumidas por Greven et al. (2019).

La sensibilidad en el procesamiento sensorial —por sus siglas, SPS— es un grupo de rasgos neuropsicológicos descubierto en los años 90. Fue la psicóloga Elaine Aron y Arthur Aron quienes lo estudiaron en primer lugar y empezaron a acotarlo. Este rasgo determina en los individuos que lo presentan una sensiblidad más alta que les permite detectar diferencias sutiles en los estímulos, y un procesamiento de la información sensorial más profundo que el de los individuos que no lo tienen. 
Ambos autores asociaron la SPS a un tipo de personalidad, la definieron según ese único rasgo, y la denominaron Highly Sensitive Person (HSP por sus siglas) y en español Persona Altamente Sensible (PAS).
Ambos autores sostienen que del 15 al 20% de la población presenta ese rasgo. También señalan que el rasgo no es un trastorno de la personalidad.

## Origen y desarrollo del término
En 1991, los investigadores y doctores en psicología Elaine y Arthur Aron empezaron a investigar las diferencias en las respuestas que observaban entre diferentes individuos enfrentados ante un mismo estímulo. A partir de los resultados de su primer trabajo identificaron este rasgo, al que llamaron sensibilidad en el procesamiento sensorial.

## Características
En el ser humano, las características neurológicas que definen la SPS implican un mayor grado de sensibilidad para las relaciones interpersonales. Al existir mayor sensibilidad y reactividad emocional, las personas que poseen el rasgo tienden a ser más empáticas, al percibir más fácilmente las diferencias, a menudo sutiles, en los estímulos.
Una hipótesis evolutiva, objeto de investigaciones, defiende que la sensibilidad en el procesamiento sensorial resulta ventajosa y adaptativa entre animales gregarios, incluyendo el ser humano en situaciones de emergencia o de cambio, porque aumenta la plasticidad y la variedad de respuestas.
Según Elaine Aron, algunas de las características principales de este rasgo incluyen a nivel psicológico:
- Ser mejores a la hora de percibir los errores y evitarlos.
- Ser muy concienzudos.
- Ser capaces de concentrarse profundamente (de una forma más efectiva cuando no hay distracciones).
- Ser especialmente buenos en trabajos que requieren vigilancia, precisión, rapidez y la detección de pequeñas diferencias.
- Ser capaces de procesar el material hasta los niveles más profundos de lo que los psicólogos denominan la "memoria semántica".
- Reflexionar acerca del propio pensamiento con frecuencia.
- Ser capaces de aprender sin ser conscientes de haber aprendido.
- Verse afectados por los cambios en la conducta y las emociones de los demás.

Y a nivel corporal: 
- Especialistas en movimientos motrices finos.
- Buenos para mantener la calma.
- Madrugadores, frecuentemente relacionado con el insomnio.
- Más sensibles a los estimulantes como la cafeína.
- Más del "hemisferio derecho" del cerebro (menos lineales y más creativos, en un modo sintetizador).
- Más sensibles a alérgenos.
- Más sensibles en la menopausia.

### En inglés
- Aron, Elaine. 1996. The highly Sensitive Person (Editorial Carol Pub. Group).[2]
- Aron, Elaine. 1997. "Sensory-processing sensitivity and its relation to introversion and emotionality". Journal of Personality  and Social Psychology. 1997 Aug; 73(2): 345-68.[14]

- Aron, Elaine. 1999. The Highly Sensitive Person's (ROADWAY BOOKS; Edición: Workbook, 1999).[15]

### En español
- Aron, Elaine (2006). El don de la sensibilidad (las personas altamente sensibles) (1ª edición). Ediciones Obelisco. ISBN 84-9777-264-4. OCLC 70664643. Consultado el 14 de mayo de 2020.
- Villagrán, Pablo (2021). Personas Altamente Sensibles, guía esencial para PAS. Independiente.